# HD62738
HD62738 — хімічно пекулярна зоря спектрального класу B7, що має видиму зоряну величину в смузі V приблизно  8,7.
Вона  розташована на відстані близько 2233,9 світлових років від Сонця.

## Фізичні характеристики
Телескоп Гіппаркос зареєстрував фотометричну змінність  даної зорі з періодом    0,82 доби в межах від  Hmin= 8,82 до  Hmax= 8,65.